# Kršna
Kršna nebo též Krišna (dévanágarí कृष्ण kṛṣṇa, doslova „černý“, „tmavý“) je podle vyznavačů Kršna-bhakti nejvyšším Bohem  (např. dle Bhágavatapurány je Kršna je zdrojem všech avatárů a tedy i Višnua), jenž je původcem a vládcem všeho, zatímco v jiných hinduistických proudech je označován za osmý avatár boha Višnua, který se v dávnověku převtělil ve Vrndávaně v indické oblasti s historickým názvem Vradža (Bradž).
Ačkoli se zde Kršna zjevil před zhruba 5 000 lety jako pasáček a později vystupoval jako král Jaduovské dynastie a přítel Pánduových synů, svým jednáním a neobyčejnými činy vždy dokazoval, že je Bůh.
Bhágavatapurána uvádí, že Kršna je původcem všech bytostí a my jsme jeho věčné nepatrné nedílné části. Všechny bytosti jsou omezené, zatímco Kršna je neomezený, stejně jako všechny jeho vznešené vlastnosti. Zábavy a činnosti Kršny představují dokonalost stejně jako krásu, slávu, poznání, moc, bohatství a odříkání. Bůh je nejpřitažlivější a je také zdrojem veškeré krásy, proto se jmenuje Kršna (kteréžto jméno je zde etymologizováno jako „přitažlivý pro všechny“).

## Kršnovy činnosti na Zemi
Informace o Kršnově konání na této Zemi, chápaném jako božská hra, je možné čerpat z několika různých zdrojů. Předně jsou to purány, hlavně Bhágavatapurána (Šrímad Bhágavatam) a Brahmavaivartapurána, kde se nachází nejpodstatnější informace z jeho dětství, Bhagavad-gítá, která podává Kršnovo duchovní učení, a epos Mahábhárata, v němž je jedním z hlavních hrdinů - králem dynastie Jaduovců. Jeho činy jsou ohromující a je zjevné, že se jedná o konání Boha. Ačkoli Kršna v těchto příbězích také kradl i lhal, měl 16 108 manželek, často vyváděl různé „necudné“ žerty, byl přitom velice duchovní bytostí, která učí jak překonat utrpení světského života. Tradice bhakti však všechny tyto záležitosti vysvětlují tak, že se jedná o tzv. lílu („hru“), božskou zábavu se svou vlastní logikou.
Všechny inkarnace Boha (avatáry) měly za úkol nějakým způsobem spasit svět. Kršna měl (mimo jiné) zabít zlého krále Kansu (též Kamsa), který sužoval území Vradžska (kraj v okolí města Mathury) a zároveň přinést lidstvu možnost dosáhnout vysvobození (mókša) skrze lásku k němu (préma) a oddané uctívání (bhakti). Narodil se Dévakí a Vasudévovi, kteří byli příslušníky vládnoucího rodu v Mathuře. Jenže zlý král Kansa (bratr Dévakí) se dozvěděl, že právě jim se má narodit ten, kdo ho posléze zabije. Proto je uvěznil a dohlížel na to, aby byly zabity všechny děti, které se jim narodí. Díky zásahu jóga-máji, (Kršnovy duchovní energie), se zachránili sedmý syn Balaráma a osmý Kršna, kteří poté vyrůstali u Jašódy a Nandy v pastevecké vesnici Gókule nedaleko města Mathury.
Během dětství tropil malý Kršna všelijaké lumpárny (známé jsou jeho příhody, kdy kradl máslo, proto se mu v hindštině říká Mákhanataskar či Makhančór, „zloděj másla“) a pásl krávy (proto je nazýván Gópála nebo Góvinda, „pasáček krav“ a „ten, který těší zemi, krávy a smysly“ ). Kansa pravidelně vysílal různé zabijáky a démony, aby ho zneškodnili, ale Kršna se s nimi vždy bez problémů vypořádal a všechny je zabil, přestože vypadal jako malé dítě.
Podstatnou událostí také bylo, když Kršna přesvědčil místní vesničany, obyvatelé Vrndávanu (vesnice, kde žili), že by už neměli obětovat polobohu Indrovi, ale spíše místnímu posvátnému kopci Góvardhana. Kršna se pak projevil jako totožný s tímto kopcem (Góvardhananátha, „pán Góvardhanu“, dle tradice bylo později na tomto kopci nalezeno zpodobení (múrti) Kršny.). To ovšem Indru velice rozzlobilo a spustil strašlivou průtrž mračen. Kršna vesničany i všechen dobytek zachránil tím, že na levém malíčku zvedl celý tento kopec jako deštník a všichni se pod ním schovali. Po sedmi dnech Indra poznal, že Kršna je mocnější a je zdrojem jeho vlastní síly a přišel se mu omluvit.

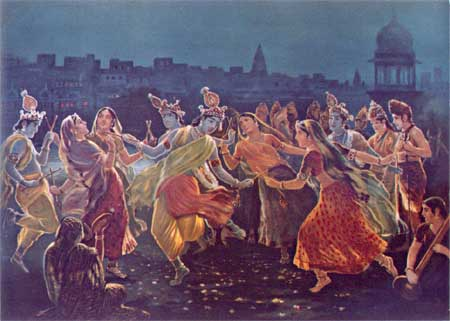
Při oslavě vítězství nad Indrou se Kršna expandoval do mnoha podob, protože s ním chtěly tančit všechny pastýřky.

Nakonec Kršna zabil i krále Kansu se všemi jeho nohsledy, čímž opět nastal v kraji blahobyt.
Další významnou událostí byla bitva na Poli Kuruů (Kurukšétra), kde byl přítomen jako vozataj Ardžuny. Ardžuna se zděsil, že v nepřátelském vojsku vidí velké množství příbuzných a začal přemýšlet nad tím, jestli má bojovat a jaký to má vůbec význam. Kršna mu tedy začal vysvětlovat duchovní učení. Tento rozhovor je obsažen v asi nejslavnější knize hinduismu, Bhagavadgítě, součásti Mahábharaty.
V boji s Kuruovci, který je popisován v Mahábháratě, Kršna dopomůže Pánduovcům k vítězství, i když sám v boji nepozvedne zbraň, a to tak, že jim prozrazuje slabiny nepřítele.
Za zmínku též stojí Kršnův vztah k ženám. Už od mládí byl idolem všech pastýřek (gópí) v celém kraji Vradža. Jeho hry s nimi se staly oblíbeným uměleckým námětem. Z nich nejmilejší mu je Rádha, se kterou se ale oficiálně neoženil. Jeho hlavní manželkou byla později Rukminí. Podle některých purán se oženil mimoto také se sedmi princeznami a později ještě 16 100 dalších vysvobodil z vězení, načež je také přijal za manželky. „Se všemi žil tak šťastně, že si každá z nich myslela, že je jeho jedinou ženou.“ S každou z nich měl deset synů.

## Kršnovo postavení
Předchozí odstavce popisovaly osobu Kršny především s ohledem na jeho zábavy, a proto by se téměř mohlo zdát, že na jeho osobě není nic moc božského, i když z jeho zábav je zřejmé, že se nejedná o lidskou bytost. Kršna nemá nic společného s kvalitami tohoto světa. Přesto, že se zjevil na tomto světě, je stále Bohem, kterého se „světskost“ a hmota nijak nedotýká. Kršnu a příběhy s ním spojené přijímá mnoho hinduistických teologických tradic. I když se někdy liší ve výkladu, některé zásadní rysy sdílejí všechny.
Kršna sám Sebe popisuje v Bhagavadgítě, kde mimo jiné říká:
Bg. 10.40-42
„Ó mocný přemožiteli nepřátel (Ardžuno), mé božské projevy nemají konce. To, co jsem ti popsal, je pouze náznak Mého nekonečného bohatství.

Věz, že všechny vznešené, krásné a působivé výtvory povstávají z pouhého zlomku mé nádhery.

K čemu ti však, Ardžuno, bude všechno toto podrobné poznání? Jedinou svou částí prostupuji celým tímto vesmírem a udržuji ho.“
Bg 9.8
„Celý vesmírný řád podléhá mé vládě. Podle mé vůle se vše samočinně znovu a znovu projevuje a podle ní je na konci zase ničeno.'“
Bg. 10.8
„Jsem původem všech světů — jak hmoty, tak duchovní existence. Vše pochází ze mě. Moudří, kteří to dobře vědí, mi prokazují oddanou službu a uctívají Mě celým svým srdcem.“'
Bg. 15.18
„Jelikož jsem transcendentální, nad selhávajícími i neselhávajícími, a jelikož jsem největší, jsem oslavován po světě i ve védách jako ona Nejvyšší Osoba.“

## Vzhled
Kršna bývá většinou zobrazován s tmavě modrou až černou barvou pleti (Kršna znamená „tmavý“ nebo „černý“). Je řečeno, že barva jehopleti je šjáma(černá, nebo tmavěmodrá - barva bouřkového mračna). Mezi jeho hlavní atributy patří flétna a často je zobrazován v přítomnosti krav či své milované společnice Rádhy. Má bohatě zdobené oblečení a množství šperků. Šperk, který nosí na hrudi, se jmenuje Kaustubha a vznikl při „kvedlání“ (či stloukání) oceánu mléka. Jeho malá černá válečná lastura se jmenuje Páňčadžanja (bývá s ní zobrazován většinou na začátku bitvy na poli Kuruů).

## Kult

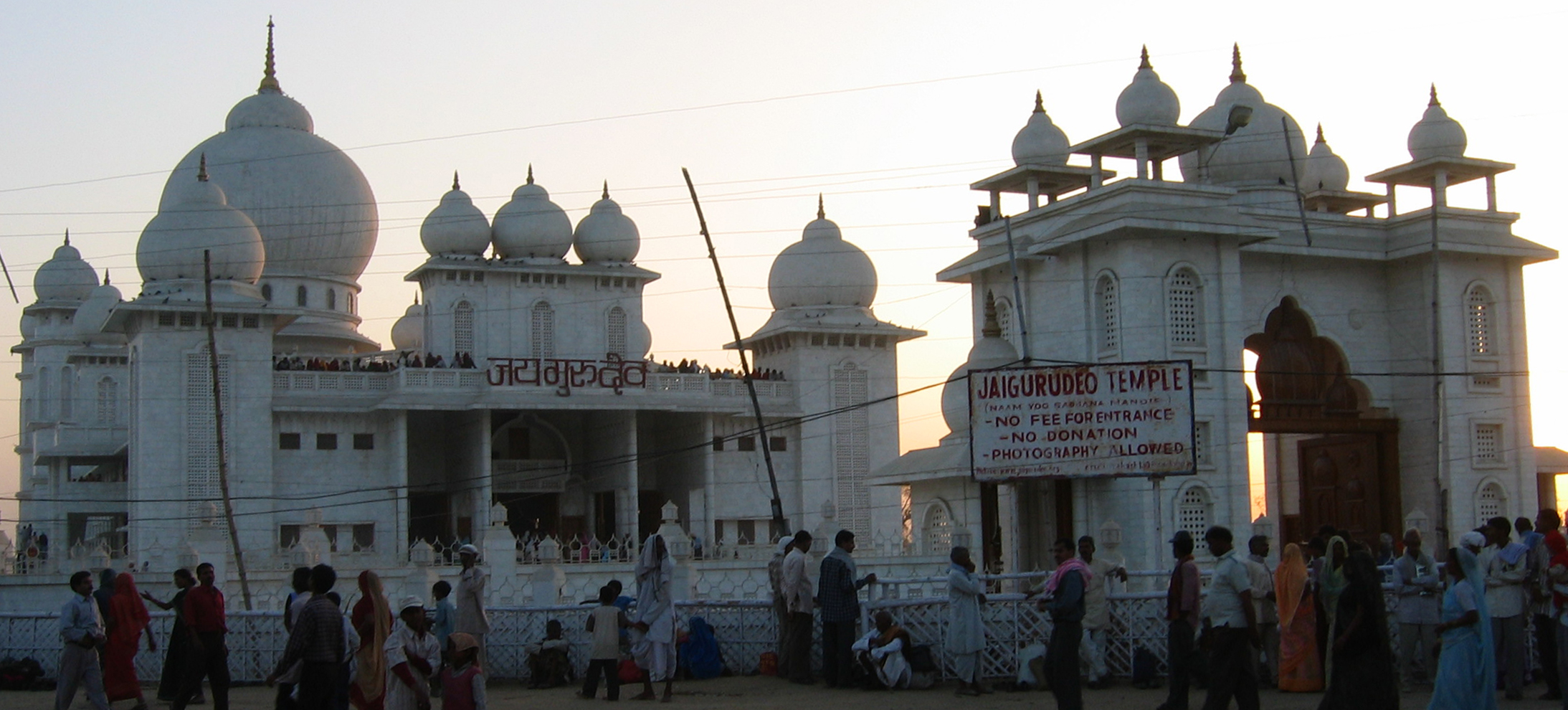
Chrám zasvěcený Kršnovi v Mathuře

Kršna je nesmírně populární. Kršnova obliba se ve velké míře šíří i mimo Indii hlavně díky A. Č. Bhaktivédantovi Svámímu Prabhupádovi, zakladateli-áčárjovi Mezinárodní společnosti pro Vědomí Kršny (ISKCON), hnutí Hare Krišna, který je představitelem učednické posloupnosti zvané Brahma-Madhva-Gaudíja Vaišnava-sampradája, jejíž příslušníci uctívají Kršnu společně s Rádhou. (Gaudíja-višnuismus)
Poutních míst, která se pojí s osobou Kršny, je mnoho. Nejslavnějšími jsou města Mathura s blízkým Vrindávanem a kopcem Góvardhana (někdy též zvaný Girirádža - král mezi kopci) (všechny ve svazovém státě Uttarpradéš), Kurukšétra (ve svazovém státě Harijána) a Purí (ve svazovém státě Urísa).

## Kršna v umění
Kršna je velmi oblíbeným námětem duchovních písní a básní (bhadžanů), kterých o něm vznikl bezpočet. Mezi jednu z nejslavnějších básnických škol, která se věnovala jeho osobě, patří Osm pečetí. Do této školy náleželo osm básníků z Vallabha-sampradáji žijících v 15. - 16. stol. V. Miltner, který jejich poezii překládal do češtiny, ji považuje spíše za „svérázné lidové popěvky, jadrný středověký folklor, jejž k náboženské poezii váže jen teninké pouto metafyziky“.
Velké množství poezie o Kršnovi, jeho společnici Rádha a jejich zábavách, po sobě zanechala řada gaudíja-vaišnavů. Například šest Gósvámíů z Vrindávanu, hlavně Rúpa Gósvámí, který mimo jiné napsal básnické sbírky Stavamála a Padjávalí (další díla např. Vidagdhamádhava, Udžvalanílamani a Lalitamádhava)
Gítagóvinda básníka Džajadévy (většinou se uvádí, že žil v 11. století) je slavné dílo o dvanácti kapitolách zaměřené na Kršnovu jarní (vasanta) rása lílu (tanec s pasačkami). Toto dílo definuje Rádhu jako nejpřednější z gópí.
V malířském umění jsou nejčastějším motivem Kršnovy hrátky s pasačkami krav (gópí). Existují i obrazy zobrazující Kršnu s Rádhou ve velmi intimních chvílích. Mezinárodní společnost pro vědomí Krišny (Hnutí Hare Krišna) ilustruje své knihy obrázky s motivem Kršny, nebo motivy toho, co se s Kršnou pojí 

## Jména
Kršna má mnoho jmen. Vzhledem k tomu, že Kršna a Višnu jsou považováni za jednu osobu, mohou tato jména označovat jak Kršnu, tak i Višnua. Tady jsou alespoň některá z nich:
- Čaturbhudža - "čtyřruký" (Višnu má čtyři ruce, Kršna dvě)
- Dvárakánátha - "pán města Dváraky"
- Džanárdana - "ten, jenž přemáhá lidi (nepřátele)"
- Giridhárí - "ten, jenž drží kopec (Góvardhana)"
- Gópála - "pastýř"
- Gópínátha - "pán pastýřek"
- Góvardhanadhara nebo Góvardhanadhárí - "ten, kdo drží (kopec) Góvardhana"
- Góvinda - "ten, kdo těší zemi, krávy a smysly"
- Hršíkéša - „ten jehož vlasy jsou zježeny“ (podle jiného výkladu "pán smyslů")
- Jadunátha - "pán rodu Jaduovců"
- Kéšava - "vlasatý, zářící"
- Mádhava - „potomek Madhuův“ (podle jiného výkladu "hubitel Madhuův")
- Madhusúdana - "hubitel Madhuův"
- Madanamóhana - "okouzlující i Madanu (Amora)"
- Manamóhana - "okouzlující mysl"
- Móhana - "okouzlující"
- Nandalála - "Nandův chlapec"
- Nandanandana - Nandův syn"
- Navanítaprija - "milovník másla"
- Rančhóra - "ten, jenž zanechal boje"
- Šjáma - "tmavý"
- Váršnéja - "příslušník rodu Vršniů"
- Vásudéva - "syn Vasudévův"